# Дейві Баланта
Дейві Баланта (ісп. Deivy Balanta; нар. 2 вересня 1993, Богота, Колумбія) — колумбійський футболіст, захисник клубу «Атлетіко Хуніор».
Виступав, зокрема, за клуби «Олл Бойз» та «Альянса Петролера», а також олімпійську збірну Колумбії.

## Клубна кар'єра
Народився 2 вересня 1993 року в місті Богота. Вихованець футбольної школи клубу «Атлетіко Насьйональ».
У дорослому футболі дебютував 2011 року перебуваючи в оренді клубу «Олл Бойз» у складі якого правда не провів жодного матчу. 
2012 приєднався до клубу «Альянса Петролера». Відіграв за команду з Барранкабермехи наступні три сезони своєї ігрової кар'єри. Більшість часу, проведеного у складі «Альянса Петролера», був основним гравцем захисту команди.
До складу клубу «Атлетіко Хуніор» приєднався 2016 року. Відтоді встиг відіграти за команду з Барранкільї 20 матчів в національному чемпіонаті.

## Виступи за збірні
Протягом 2013–2015 років залучався до складу молодіжної збірної Колумбії. На молодіжному рівні зіграв у 15 офіційних матчах.
2016 року захищав кольори олімпійської збірної Колумбії. У складі цієї команди провів 4 матчі. У складі збірної — учасник футбольного турніру на Олімпійських іграх 2016 року у Ріо-де-Жанейро.

## Статистика виступів

### Статистика клубних виступів
| Сезон                      | Команда                    | Чемпіонат                  | Чемпіонат | Чемпіонат | Національний кубок | Національний кубок | Національний кубок | Континентальні кубки | Континентальні кубки | Континентальні кубки | Інші змагання | Інші змагання | Інші змагання | Усього | Усього |
| Сезон                      | Команда                    | Ліга                       | Ігор      | Голів     | Ліга               | Ігор               | Голів              | Ліга                 | Ігор                 | Голів                | Ліга          | Ігор          | Голів         | Ігор   | Голів  |
| -------------------------- | -------------------------- | -------------------------- | --------- | --------- | ------------------ | ------------------ | ------------------ | -------------------- | -------------------- | -------------------- | ------------- | ------------- | ------------- | ------ | ------ |
| 2011–12                    | «Олл Бойз»                 | ПД                         | 0         | 0         | КА                 | 0                  | 0                  | -                    | -                    | -                    | -             | -             | -             | 0      | 0      |
| 2012                       | «Альянса Петролера»        | B                          | 13        | 0         | КК                 | 0                  | 0                  | -                    | -                    | -                    | -             | -             | -             | 13     | 0      |
| 2013                       | «Альянса Петролера»        | A                          | 12        | 0         | КК                 | 7                  | 0                  | -                    | -                    | -                    | -             | -             | -             | 19     | 0      |
| 2014                       | «Альянса Петролера»        | A                          | 27        | 0         | КК                 | 2                  | 0                  | -                    | -                    | -                    | -             | -             | -             | 29     | 0      |
| 2015                       | «Альянса Петролера»        | A                          | 20        | 1         | КК                 | 4                  | 0                  | -                    | -                    | -                    | -             | -             | -             | 24     | 1      |
| Усього «Альянса Петролера» | Усього «Альянса Петролера» | Усього «Альянса Петролера» | 72        | 1         |                    | 13                 | 0                  |                      | -                    | -                    |               | -             | -             | 85     | 1      |
| 2016                       | «Атлетіко Хуніор»          | A                          | 17+2      | 0         | КК                 | 4                  | 0                  | ПК                   | 6                    | 0                    | -             | -             | -             | 29     | 0      |
| 2017                       | «Атлетіко Хуніор»          | A                          | 3         | 0         | КК                 | 2                  | 0                  | КЛ                   | 4                    | 0                    | -             | -             | -             | 9      | 0      |
| Усього «Атлетіко Хуніор»   | Усього «Атлетіко Хуніор»   | Усього «Атлетіко Хуніор»   | 20+2      | 0         |                    | 6                  | 0                  |                      | 10                   | 0                    |               | -             | -             | 38     | 0      |
| Усього за кар'єру          | Усього за кар'єру          | Усього за кар'єру          | 94        | 1         |                    | 19                 | 0                  |                      | 10                   | 0                    |               | -             | -             | 123    | 1      |

## Титули
Колумбія (мол.)
- Чемпіон Південної Америки (U-20): 2013